# Juana María de Lara de Díaz de Bedoya
Juana María de Lara de Díaz de Bedoya (Asunción, 1760 – 10 de mayo de 1825) fue una noble paraguaya que participó en los hechos históricos de mayo de 1811 de su país.
Se casó en 1787 con el capitán José Díaz de Bedoya, con el que tuvo cuatro hijos, entre ellos Ventura Díaz de Bedoya, que sería prócer de la independencia. Enviudó en 1806 y se dedicó a trabajar en obras pías, sobre todo como ama de llaves vitalicia en una cofradía.
En reuniones clandestinas se determinó que el plan de la acción para liberar Paraguay se ejecutaría el 14 de mayo de 1811. Por precaución decidieron que no saldrían a la calle hasta el momento escogido, pero era necesario que alguien avisara a los patriotas del plan, la hora y la contraseña, y esa persona fue Juana María de Lara, de la que nadie sospecharía. Vivía cerca y enseguida aceptó.
El domingo 14 de mayo, aprovechando que estaba en la catedral como otros días, notificó el plan de acción a los patriotas y la contraseña "Independencia o muerte". También contactó con algunos soldados del cuartel y recorrió algunas casas. El 15 de mayo trajo una corona de flores al oficial Pedro Juan Caballero para celebrar la victoria.